# Ісраель Крісталь
Ісраель Іцхак Кристаль (івр. ישראל יצחק קרישְׂטל, пол. Izrael Kryształ; 15 вересня 1903, Жарнув, Російська імперія — 11 серпня 2017, Хайфа, Ізраїль) — верифікований довгожитель вік якого було підтверджено Групою геронтологічних досліджень (GRG) та Книгою рекордів Гіннеса. 19 січня 2016 року, після смерті Коіде Ясутаро, був найстарішим живим чоловіком на Землі. На момент смерті він входив до 10 найстаріших підтверджених чоловіків у світі. Помер у віці 113 років, 330 днів, за місяць до свого 114-річчя.

## Біографія
Ісраель Крісталь народився 15 вересня 1903 року (за іншими даними 1 травня) в єврейській релігійній родині в гміні Жарнув у Польщі (тоді у складі Російської Імперії), був одним із п'яти дітей. Батька звали Мозес-Давид Крісталь. У 3 роки Ісраель почав вчитися в хедері, у 4 став навчати П'ятикнижжя, у 6 — Мішну.
Мати померла 1910 року. Коли почалася Перша світова війна, батька призвали до російської армії і незабаром він загинув на фронті.
У 1920 році Ісраель переїхав до Лодзя, де працював на сімейній кондитерській фабриці. У 1928 році Крісталь одружився, у нього народилося двоє дітей.
У 1940 році під час окупації Польщі нацистською Німеччиною він із родиною був виселений у Лодзинське гетто. Там він працював у своїй кондитерській лавці. Двоє дітей загинули у гетто. У серпні 1944 року, з ліквідацією гетто, його з дружиною відправили до Освенциму, де дружина загинула. На момент звільнення з табору смерті Крісталь важив 33 кілограми, його відправили до лікарні. Після одужання повернувся до Лодзя та відкрив там кондитерську.
Вдруге одружився 1947 року у нього народився син. 1950 року переїхав до Ізраїлю, оселився в Хайфі, там народилася дочка. Спочатку він працював на кондитерській фабриці, потім відкрив власну справу, виробляв солодощі вдома та продавав їх у кіоску. У 1952 відкрив кондитерське підприємство, яке працювало до 1970 року, після чого продовжував робити солодощі вдома.
19 січня 2016 року, після смерті японця Коіде Ясутаро, Крісталь став кандидатом на титул найстарішого чоловіка, що живе на Землі, а після виявлення в Польщі документа 1918 року був офіційно ним оголошений.
1 жовтня 2016 року відсвяткував свято бар-міцви, яке не зумів відзначити вчасно у 13-річному віці, через Першу світову війну.
Помер 11 серпня 2017 року, у віці 113 років, 330 днів, не дожив всього місяць до свого 114-річчя.

## Рекорди довгожителя
- 7 квітня 2016 року Ісраель Крісталь став 20-м серед найстаріших верифікованих чоловіків у світі.
- 27 жовтня 2016 року Ісраель Крісталь став 15-м серед найстаріших верифікованих чоловіків у світі.
- 31 січня 2017 року Ісраель Крісталь став 12-м серед найстаріших верифікованих чоловіків у світі.
- 24 травня 2017 року Ісраель Крісталь став 11-м серед найстаріших верифікованих чоловіків у світі.
- 17 червня 2017 року Ісраель Крісталь став 10-м серед найстаріших верифікованих чоловіків у світі.
- 18 червня 2017 року Ісраель Крісталь став 9-м серед найстаріших верифікованих чоловіків у світі.